# Philippsbourg
Philippsbourg és un municipi francès, situat al departament del Mosel·la i a la regió del Gran Est. L'any 2007 tenia 551 habitants.

## Demografia

### Població
El 2007 la població de fet de Philippsbourg era de 551 persones. Hi havia 214 famílies, de les quals 50 eren unipersonals (25 homes vivint sols i 25 dones vivint soles), 70 parelles sense fills, 86 parelles amb fills i 8 famílies monoparentals amb fills.
La població ha evolucionat segons el següent gràfic:
Habitants censats

### Habitatges
El 2007 hi havia 281 habitatges, 220 eren l'habitatge principal de la família, 46 eren segones residències i 14 estaven desocupats. 245 eren cases i 28 eren apartaments. Dels 220 habitatges principals, 188 estaven ocupats pels seus propietaris, 26 estaven llogats i ocupats pels llogaters i 6 estaven cedits a títol gratuït; 5 tenien dues cambres, 16 en tenien tres, 64 en tenien quatre i 134 en tenien cinc o més. 181 habitatges disposaven pel capbaix d'una plaça de pàrquing. A 85 habitatges hi havia un automòbil i a 113 n'hi havia dos o més.

### Piràmide de població
La piràmide de població per edats i sexe el 2009 era:
| Homes | Edats   | Dones |
| ----- | ------- | ----- |
| 0     | 95 o +  | 0     |
| 0     | 90 a 94 | 0     |
| 0     | 85 a 89 | 4     |
| 0     | 80 a 84 | 4     |
| 4     | 75 a 79 | 16    |
| 16    | 70 a 74 | 8     |
| 16    | 65 a 69 | 20    |
| 24    | 60 a 64 | 20    |
| 8     | 55 a 59 | 12    |
| 20    | 50 a 54 | 4     |
| 20    | 45 a 49 | 28    |
| 28    | 40 a 44 | 16    |
| 20    | 35 a 39 | 8     |
| 20    | 30 a 34 | 28    |
| 12    | 25 a 29 | 24    |
| 8     | 20 a 24 | 12    |
| 16    | 15 a 19 | 12    |
| 16    | 10 a 14 | 24    |
| 32    | 5 a 9   | 16    |
| 24    | 0 a 4   | 12    |

## Economia
El 2007 la població en edat de treballar era de 343 persones, 246 eren actives i 97 eren inactives. De les 246 persones actives 220 estaven ocupades (126 homes i 94 dones) i 26 estaven aturades (8 homes i 18 dones). De les 97 persones inactives 34 estaven jubilades, 21 estaven estudiant i 42 estaven classificades com a «altres inactius».

### Ingressos
El 2009 a Philippsbourg hi havia 236 unitats fiscals que integraven 603 persones, la mediana anual d'ingressos fiscals per persona era de 17.463 €.

### Activitats econòmiques
Dels 24 establiments que hi havia el 2007, 1 era d'una empresa extractiva, 2 d'empreses alimentàries, 3 d'empreses de fabricació d'altres productes industrials, 2 d'empreses de construcció, 4 d'empreses de comerç i reparació d'automòbils, 2 d'empreses de transport, 6 d'empreses d'hostatgeria i restauració, 1 d'una empresa financera, 2 d'empreses de serveis i 1 d'una empresa classificada com a «altres activitats de serveis».
Dels 8 establiments de servei als particulars que hi havia el 2009, 1 era una oficina bancària, 1 guixaire pintor, 1 electricista i 5 restaurants.
Dels 2 establiments comercials que hi havia el 2009, 1 era una botiga de menys de 120 m² i 1 una joieria.
L'any 2000 a Philippsbourg hi havia 16 explotacions agrícoles.

## Equipaments sanitaris i escolars
El 2009 hi havia una escola elemental.

## Poblacions més properes
El següent diagrama mostra les poblacions més properes.